# Hylophilodes esakii
Hylophilodes esakii är en fjärilsart som beskrevs av Fukushima 1943. Hylophilodes esakii ingår i släktet Hylophilodes och familjen trågspinnare. Inga underarter finns listade i Catalogue of Life.